# Phare d'Alcobaça
Le phare d'Alcobaça (en portugais : Farol de Alcobaça) est un phare situé sur la plage d'Alcobaça, dans l'État de Bahia - (Brésil).
Ce phare est la propriété de la Marine brésilienne et il est géré par le Centro de Sinalização Náutica e Reparos Almirante Moraes Rego (CAMR) au sein de la Direction de l'Hydrographie et de la Navigation (DHN).

## Histoire
C'est une tour carrée de 24 m de haut, avec galerie et lanterne. Une enceinte circulaire protège l'édifice. Il est peint en blanc avec une large bande horizontale rouge.
Le phare émet, à une hauteur focale de 28 m, un éclat blanc toutes les dix secondes avec une portée maximale de 15 milles marins (environ 28 km). 
Identifiant : ARLHS : BRA003 ; BR1828 - Amirauté : G0300 - NGA :18188.
|                    |
| La plaque du phare |

|                  |
| Plage d'Alcobaça |

### Lien connexe
- Liste des phares du Brésil